# إدوارد إل. براون
إدوارد إل. براون (بالإنجليزية: Edward L. Browne)‏ هو سياسي أمريكي، ولد في 1830. حزبياً، نشط في الحزب الجمهوري. وقد انتخب عضو مجلس ولاية ويسكونسن.